# Isabel de Armenia (princesa de Tiro)
Isabel de Armenia (en armenio: Զապել; 1275/1280 - Sis, antes del 9 de abril de 1323), fue una princesa del reino armenio de Cilicia.
Pertenecía a la dinastía hetumiana, ya que era hija de León II de Armenia y Keran de Lampron, y nieta de Haitón I, que había sometido su reino a los mongoles en 1240.

## Matrimonio y descendencia
Isabel se casó en 1292 o 1293 con Amalarico de Lusignan, hijo de Hugo III de Chipre, con el cual tuvo seis hijos:
- Hugo (fallecido entre 1318 y el 9 de abril de 1323), señor de Crusoche, casado con Eschiva de Ibelín (fallecida después de marzo de 1324).
- Enrique (asesinado antes del 9 de abril de 1323).
- Guido, rey de Armenia
- Juan (asesinado el 7 de agosto de 1343), condestable y regente de Armenia.
- Bohemundo (asesinado el 17 de abril de 1344), conde de Corcyus, señor de Córico (1336), casado en 1340 Eufemia de Neghir (1325 - después de 1381), hija de Balduino de Neghir, mariscal de Armenia.
- María, se casó con León III de Armenia.

En algún momento entre 1320 y 1323, Isabel, junto con su hijo Enrique, fue encarcelada y asesinada por Oshin de Córico. Oshin, que actuaba como regente de León IV de Armenia, quería reducir el número de pretendientes al trono del reino armenio.